# Moseleifel

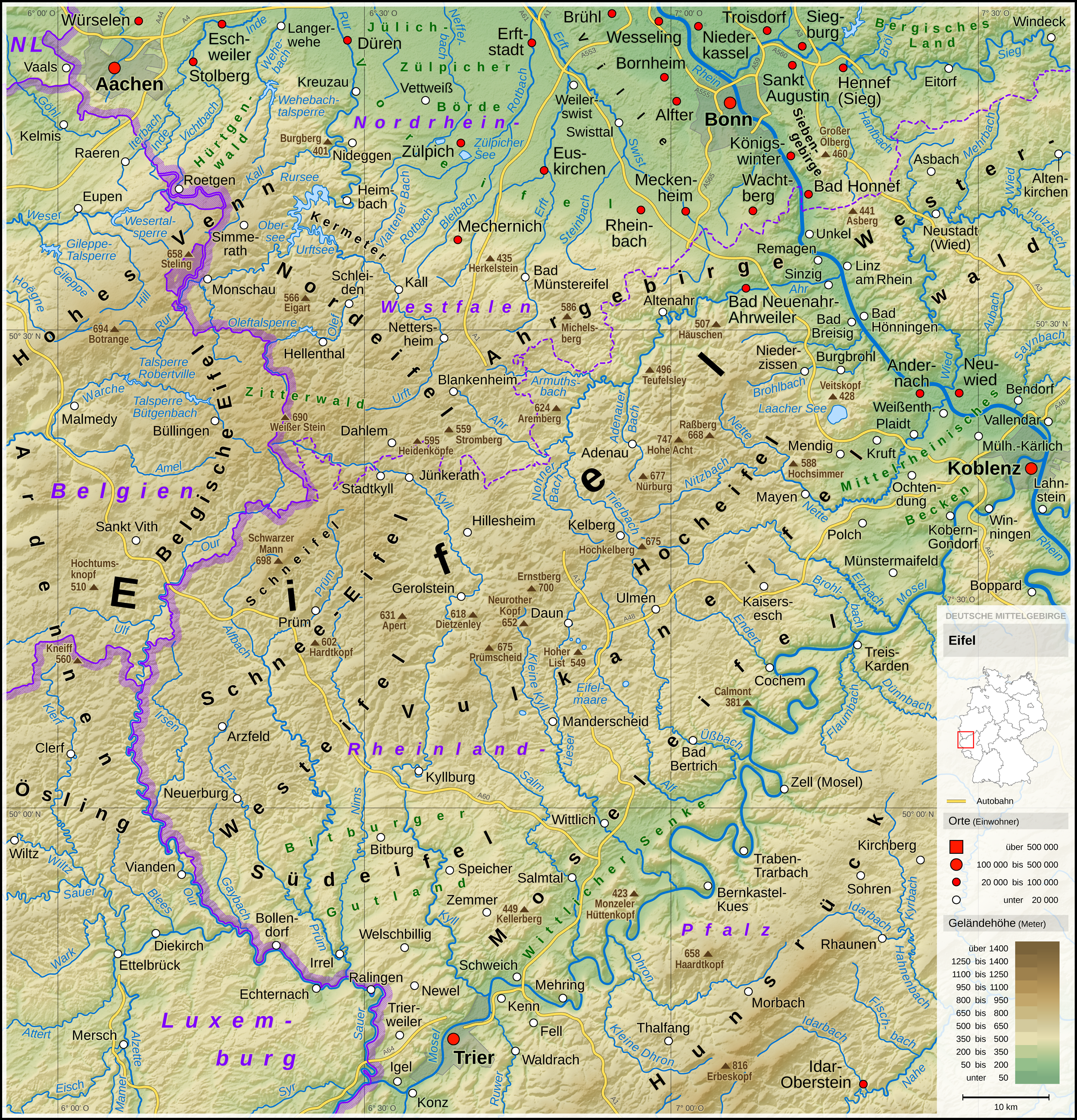
Eifel, u. a. mit Moseleifel (diagonal halb unten rechts)

Als Moseleifel (seltener auch Niedereifel) wird der südöstliche Streifen der Osteifel linksseitig der Mosel bezeichnet, der von Trier flussabwärts bis Moselkern verläuft; im Südwesten reicht sie nicht bis an das Moseltal. Sie liegt ausschließlich in Rheinland-Pfalz und ist eine kupierte Hochfläche und etwa zur Hälfte bewaldet.

## Geographie

### Lage
Die Moseleifel erstreckt sich in Südwest-Nordost-Richtung betrachtet nordwestlich entlang der Mosel und dabei teils etwas abseits des Flusses zwischen Trier-Ehrang an der Mündung der Kyll in die Mosel und Moselkern an der Mündung des Elzbachs in denselben Rhein-Zufluss. Die Erhebungen der Moseleifel sind niedriger als die der nördlich angrenzenden, sehr urwüchsigen Vulkaneifel und übersteigen nur an wenigen Stellen Höhen von 400 m ü. NHN – beim Schafstall nahe Bremm maximal 423 m ü. NHN. Auf der jenseitigen (südöstlichen) Seite des Moseltales mit seinen vielen Mäandern und bekannten Burgen erhebt sich der etwas höhere Bergrücken des Hunsrück.

### Naturräumliche Zuordnung und Gliederung
Im Handbuch der naturräumlichen Gliederung Deutschlands bildet die Moseleifel in der naturräumlichen Haupteinheitengruppe 27 Osteifel die Haupteinheit 270 und trägt beim Bundesamt für Naturschutz die Nr. 27001. Sie gliedert sich folgendermaßen weiter auf:
270 Moseleifel (790,0552 km²)
- 270.0 Östliche Moseleifel (269,3467 km²)
  - 270.00 Elztal (26,7871 km²)
  - 270.01 Kaisersescher Eifelrand (104,1525 km²)
  - 270.02 Gevenicher Hochfläche (138,4071 km²)
- 270.1 Unteres Ueßbachtal (20,6023 km²)
- 270.2 Kondelwald (24,8771 km²)
- 270.3 Öfflinger Hochfläche (136,6507 km²)
- 270.4 Mittleres Liesertal (25,7156 km²)
- 270.5 Südliche Vulkaneifel (164,1671 km²)
  - 270.50 Daun-Manderscheider Vulkanberge (83,5247 km²)
  - 270.51 Dauner Maargebiet (80,6424 km²)
- 270.6 Wittlicher Heckenland (105,9256 km²)
  - 270.60 Naurather Horst (19,8545 km²)
  - 270.61 Arenrather Hochfläche (15,2233 km²)
  - 270.62 Littgener Hochfläche (70,8478 km²)
- 270.7 Meulenwald (42,7701 km²)

Flussabwärts entlang der Mosel betrachtet liegt die Moseleifel zwischen diesen naturräumlichen Haupteinheiten:
in Richtung dem Hauptteil der Eifel:
- 260 Mosel-Saar-Gau und Ostluxemburger Gutland – beim Südwestteil der Moseleifel, von Trier-Ehrang bis Binsfeld
- 277 Kyllburger Waldeifel – beim Mittelteil der Moseleifel, von Niederkail bis Waldkönigen
- 276 Kalkeifel – beim Mittelteil der Moseleifel, bei Waldkönigen
- 271 Östliche Hocheifel – beim Nordostteil der Moseleifel, von Waldkönigen bis Reudelsterz
- 291 Mittelrheinisches Becken – beim Nordostteil der Moseleifel, von Reudelsterz bis Moselkern

in Richtung und entlang der Mosel:
- 250 Mittleres Moseltal – beim Südwest- bis Nordwestteil der Moseleifel, von Trier-Ehrang bis Moselkern

### Erhebungen und Aussichtspunkte
Zu den Erhebungen und Aussichtspunkten links des Moseltals gehören (flussabwärts geordnet) – mit Höhen in Meter (m) über Normalhöhennull (NHN; wenn nicht anders genannt laut ):
- Rothenberg (365,3 m), bei Ürzig
- Fieberberg (ca. 400 m), nahe der Flussschlinge von Traben-Trarbach
- Erhebung der Burg Arras (250,6 m) und der Barl (282,5 m), nahe der Flussschlinge von Kaimt/Barl
- Calmont (380,6 m) und Schafstall (423,0 m), bei der Flussschlinge von Bremm
- Klotten- und Ellerberg (352 und 385 m)[6]
- Burg Eltz (143,9 m), bei Wierschem

Etwas weiter landeinwärts – gegen die Vulkaneifel zu – liegen:
- der Eickelslay (390 m)[6], mit oft weitem Rundblick
- der Falkenley (413,7 m), bei Bad Bertrich, nördlich des Kondelwaldes
- der Asberg (354,8 m), bei Salmrohr

## Sonstiges
Die Region ist beliebtes Feriengebiet und gehört zum Weinanbaugebiet Mittelmosel. Dieses zeichnet sich durch eine Vielzahl kleiner, renommierter Weingüter im Familienbesitz aus. Durch das relativ steile Moseltal führt die Moselweinstraße, während die Eisenbahn nur bis zur ersten Flussschlinge bei Zell im Tal verläuft und dann auf die hügelige Hochfläche hinaufführt.